# Octopussy
Octopussy je britanski akcijski triler iz 1983. To je 13. film o Jamesu Bondu i 6. s Rogerom Mooreom u glavnoj ulozi. Naslov filma preuzet je iz kratke priče Iana Fleminga "Octopussy", koja je objavljena u izdanjima Playboya iz ožujka i travnja 1966. U filmu, Bond je na tragu čovjeku koji od ruske vlade krade dragulje i relikvije i zamjenjuje ih kopijama. To ga vodi do bogatog afganistanskog princa, Kamala Khana i njegove pomoćnice, krijumčarke dragulja, poznate kao Octopussy. Nakon napete partije triktraka i kratkog zarobljeništva, Bond otkriva urotu koja prijeti destabilizaciji cijelog svijeta.
Film su producirali Albert R. Broccoli i Michael G. Wilson, a objavljen je iste godine kad i neslužbeni James Bond film, Nikad ne reci nikad. Scenarij su napisali George MacDonald Fraser, Richard Maibaum i Michael G. Wilson, a režirao ga je John Glen (koji je režirao i Samo za tvoje oči), koji će poslije režirati još tri Bond filma.

## Produkcija
Naslov 'Octopussy' dolazi iz kratke priče Octopussy and Living Daylights, međutim malo toga iz te priče se nalazi u filmu. Iako je scena dražbe u Sotheby'su iz kratke priče Iana Fleminga "The Property Of A Lady", samo je manji dio radnje prenesen na ekran.
Koordinator kaskadera Martin Grace pretrpio je tešku ozljedu dok je snimao scenu u vlaku. Tijekom drugog dana snimanja, Grace - koji je bio dubler Rogera Moorea za tu scenu - snimao je scenu predugo zbog nesporazuma s pomoćnikom redatelja kad je vlak ušao u područje koje ekipa nije temeljito istražila. Ubrzo nakon toga, na njegovu lijevu nogu pao je betonski blok, slomivši mu nogu na nekoliko mjesta, nakon čega je proveo šest mjeseci u bolnici. Da je vlak išao brže, udarac bi mu potpuno otkinuo nogu. Na kraju se oporavio.
Biciklist koji se može vidjeti usred okršaja bodežima u utrci taksijima, bio je zapravo pasivni promatrač koji je prolazio tuda zaboravivši da se snima; njegov prolazak uhvatile su dvije kamere, a na kraju se nedirnuta scena pojavila u konačnoj verziji filma. Na kraju filma, u odjavnoj špici se najavljuje kako će sljedeći Bond film biti From a View to a Kill, ali je to skraćeno na A View to a Kill (Pogled na ubojstvo) malo prije početka snimanja. Octopussy je zadnji film iz serijala koji u odjavnoj špici najavljuje naslov sljedećeg filma.

### Casting
Nakon filma Samo za tvoje oči, Roger Moore je namjeravao odustati od uloge. U njegovom ugovoru stajalo je pet filmova, uz opciju još kojeg. Kako se nije bio voljan odazvati za još jedan film, producenti su objavili polujavnu potragu za novim Bondom, a među kandidatima su bili i Timothy Dalton i James Brolin. Međutim, kad je najavljen rivalski film Nikad ne reci nikad, producenti su potpisali novi ugovor s Mooreom vjerujući kako će afirmirani glumac bolje proći uz Seana Conneryja na protivničkoj strani. Producenti su nevoljko prihvatili ideju da ponovno angažiraju Maud Adams jer je njezin prijašnji lik ubijen u filmu Čovjek sa zlatnim pištoljem. 1982. je u časopisu Preuve Sybil Danning najavljena za ulogu Octopussy, ali ipak nije angažirana. Bio je to i prvi film s Robertom Brownom u ulozi Bondovog šefa, M-a, kojeg je do smrti 1981. glumio Bernard Lee. Desmond Llewelyn će u ovom filmu dobiti nešto veću ulogu kao Q nego što je to bio slučaj s prethodnim filmovima. Vijay Amritraj, koji je glumio jednog od Bondovih saveznika, bio je profesionalni tenisač. Njegov lik ne samo da se isto zove, nego je i teniski profesionalac u klubu Kamala Khana ("Evo, popravio mi se bekhend."), a u automobilskoj jurnjavi koristi teniski reket kao oružje.

### Filmske lokacije
- London, Ujedinjeno Kraljevstvo
- Istočni Berlin, Istočna Njemačka
- Zapadni Berlin, Zapadna Njemačka
- Moskva, Rusija
- Udaipur, Radžastan, Indija
- Karl-Marx-Stadt (danas Chemnitz), Istočna Njemačka
- Feldstadt, američka zrakoplovna baza (izmišljena lokacija), Zapadna Njemačka
- Neimenovana zemlja Latinske Amerike (najvjerojatnije Kuba)

### Lokacije snimanja
- Pinewood Studios
- Indija
- Njemačka
- SAD
- Engleska

## Radnja
Uvodna sekvenca nije povezana s ostatkom filma, a u njoj Bond uništava tehnologiju koja je dospjela u neprijateljske ruke u neimenovanoj latinskoameričkoj državi (moguće Kuba), a leti u avionu kućne proizvodnje (Bede BD-5).
Nakon što se ranjeni britanski agent 009 srušio u britansko veleposlanstvo u Istočnom Berlinu s lažnim Fabergeovim jajetom, MI6 automatski optužuje Sovjete (pravo jaje pojavljuje se na aukciji u Londonu). Bond je poslan kako bi otkrio tko je prodavač i zašto je 009 ubijen zbog lažnog jajeta. Nakon što je afganistanski princ u egzilu, Kamal Khan, kupio jaje ne pitajući za cijenu, Bond ga slijedi u njegovu palaču u Indiji kako bi otkrio zašto.
Kamal Khan radi za odmetnutog sovjetskog generala Orlova, koji opskrbljuje Khana pravim neprocjenjivim sovjetskim blagom, mijenjajući ih u zemlji replikama. Kamal Khan ih potom krijumčari na zapad uz pomoć misteriozne Octopussy, basnoslovno bogate žene koja živi u plutajućoj palači u Indiji, okružena članicama njezinog "Octopus" kulta, od kojih se svaka može prepoznati po tetoviranoj otrovnoj hobotnici. Octopussy je više od krijumčara. Ona ima više legalnih poslova, uključujući hotele, karnevale i cirkuse - potonje je idealan paravan za krijumčarenje nakita. Prema tome, mnoge njezine pratilje i čuvari su dobro istrenirani gimnastičari.
Nakon sukoba oko namještene partije triktraka, Kamal poziva Bonda na večeru u svoj dvorac; međutim, Bond uskoro postaje zarobljenik. Uspjevši malo pronjuškati uokolo, Bond ugleda Orlova kako stiže i načuje kako se planiraju sastati u Karl-Marx-Stadtu u Istočnoj Njemačkoj, gdje će nastupati Octopussyn cirkus, prije nego što krene vlakom na Zapad. Tu Orlov razbija pravo Faberéovo jaje, rekavši kako su mu "krivotvorine" već donijele previše nevolja. Bond uspijeva pobjeći iz Kamalove palače, nakon čega ga počinju slijediti Kamalovi na slonovima, ali Bonda spašavaju neki američki turisti.
Bond ulazi u Octopussynu palaču i suprotstavlja joj se, samo kako bi otkrio kako se ona osjeća zahvalna jer je on pustio njezina oca, britanskog bojnika, da počini samoubojstvo, nego da se suoči s vojnim sudom kad je Bond poslan po njega zbog krijumčarenja i umorstva nekoliko godina prije. S Octopussy kao Bondovom saveznicom, Kamal Khan uspijeva razdvojiti par dovoljno dugo kako bi proveo svoj pravi plan - zamijeniti škrinju s nakitom u Octopussynom cirkusu s nuklearnom bombom. Bomba je namijenjena američkoj zrakoplovnoj bazi u Zapadnoj Njemačkoj. Budući da će eksplozija izazvati veliki incident, Europa će zahtijevati nuklearno razoružanje i ostaviti zapadnu Europu nemoćnu pred napadom Orlovljevih sovjetskih snaga.
Bond u Istočnoj Njemačkoj pokušava zaustaviti vlak s bombom da ne napusti sovjetsku bazu. Sukobljava se Orlovom, koji uspijeva pobjeći. Bond tada počinje slijediti vlak autom, kojeg uspijeva voziti i po tračnicama. Vlak slijedi i general Gogolj koji je otkrio Orlovljev plan i pokušava zaustaviti vlak. Nakon što je shvatio da je Bond u vlaku, i Orlov kreće za vlakom, pokraj granice Istočne Njemačke gdje ga ubijaju stražari. U vlaku, Bonda progoni Kamal, koji ga izbacuje s vlaka. Bond je potjeru nastaviti na nogama, ali kasnije uzima auto. Kamal i njegov ubojica, Gobinda, znaju za bombu i odlaze, prolazeći pokraj Bonda na cesti, ali Kamal misli kako će se 'riješiti i Bonda'. Bond nailazi na probleme kad je pokušao ući u američku vojnu bazu, ali ipak konačno ulazi u cirkuski šator prerušen u klauna. Nakon što je pokušao objasniti američkoj vojsci da je nuklearna bomba u bazi, oni pomisle kako je 'ili pijan ili lud', sve dok Octopussy ne otvara škrinju s bombom. Američki stražari puštaju Bonda, koji uspijeva deaktivirati bombu na vrijeme.
U Indiji, Kamal se priprema napustiti palaču. Međutim, stižu Octopussy i članovi njezina kulta, zajedno s Q-om i Bondom u balonu s velikom zastavom Velike Britanije na sebi. Opsjedaju dvorac te se Octopussy pokušava obračunati s Kamalom i Gobindom, ali je zarobljavaju njezine izdajničke kolegice. Bond se daje u potjeru za Kamalom i Gobindom koji ulaze u privatni avion s onesviještenom Octopussy u njemu. Bond se hvata za avion koji se diže u zrak. Khan prisiljava Gobindu da izađe van i ubije Bonda. Gobinda se čini uplašen, ali ipak izlazi. Octopussy se budi kad je on izlazio iz aviona. Pokuša ga oboriti, ali ju on udari. Bond uspijeva ući u avion i izbaciti Gobindu van. Kako je Khan napravio previše akrobacija boreći se s Gobindom, gubi kontrolu. Bond spašava Octopussy i ostavlja Khana da se sruši.

## Vozila i naprave
- Arcostar Jet - Korišten u uvodnoj sekvenci filma. Kad avion nije u upotrebi, njegova krila savijena su okomito. Tijekom misije, Bond je sakrio ovaj avion u konjsku prikolicu. Zbog malog rezervoara za gorivo, Bond je bio prisiljen sletiti na benzinsku postaju kako bi natočio gorivo.
- Alfa-Romeo GTV6 - Bond ga je ukrao Njemici koja se nalazila u telefonskoj govornici kako bi stigao do Octopussyna cirkusa na vrijeme da upozori generala NATO-a o uroti sovjetskog generala. To je najsnažniji 'jeftini' sportski auto u Europi, i najpopularniji Alfa Romeo sport coupe ikad napravljen.
- Podmornica u obliku aligatora - Bond se ušuljao na Octopussyn otok pilotirajući u podmornici za jednog čovjeka nalik aligatoru.
- Olovka - Bond ju je dobio iz Odjela Q, a sadrži kiselinu koja prolazi kroz svaki metal. Osim toga, može poslužiti kao prisluškivač.
- Sat - Još jedan dar Odjela Q, Seiko sat sa signalnim svjetlom koji vodi Bonda do Fabergeova jajeta.
- Mercedes Benz 240D limuzina - Ovaj auto Bond je ukrao kako bi slijedio vlak - nakon što su mu probušili gume, Bond nastavlja voziti po tračnicama. Mercedes nailazi na vlak koji ide u suprotnom smjeru koji ga odbacuje u rijeku. Prije u filmu, M vozi Bonda u sličnom Mercedesu.
- Nakon gubitka svog Mercedesa, Orlov proganja Bonda u Volgi GAZ M24.

## Glumci
- Roger Moore - James Bond
- Maud Adams - Octopussy
- Louis Jourdan - Kamal Khan
- Robert Brown - M
- Kristina Wayborn - Magda
- Lois Maxwell - Gđica. Moneypenny
- Desmond Llewelyn - Q
- Kabir Bedi - Gobinda
- Steven Berkoff - General Orlov
- Vijay Amritaj - Vijay
- David Meyer & Anthony Meyer - Miška i Griška
- Geoffrey Keen - Fredrick Gray
- Walter Gotell - General Gogolj
- Michaela Clavell - Penelope Smallbone
- Douglas Wilmer - Jim Fanning
- Eva Rueber-Staier - Rubljović

## Vanjske poveznice
- Ultimate Edition James Bond Site
- MGM's official Octopussy site
- Octopussy u internetskoj bazi filmova IMDb-a
- Octopussy na Rotten Tomatoes
- Octopussy na Box Office Mojo
- Mi6's Octopussy Page  Arhivirana inačica izvorne stranice od 16. studenoga 2008. (Wayback Machine)